# Chauncey L. Knapp

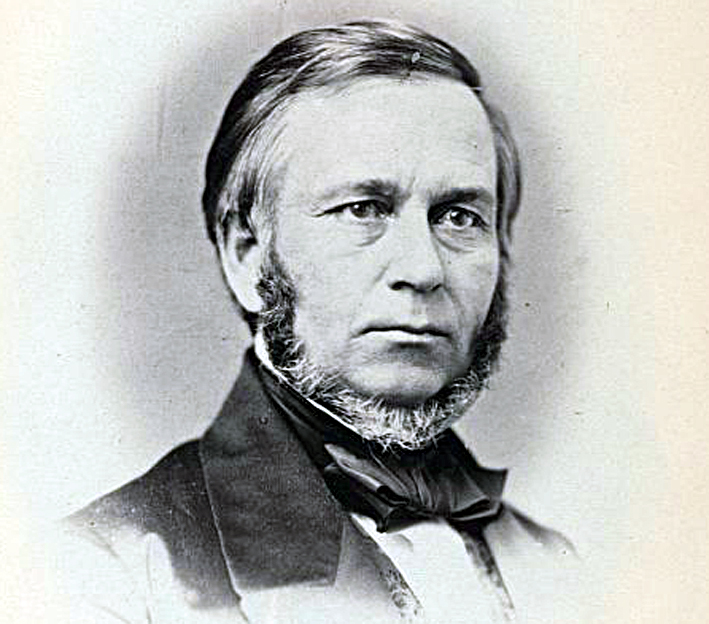
Chauncey L. Knapp (1859)

Chauncey Langdon Knapp (* 26. Februar 1809 in Berlin, Vermont; † 31. Mai 1898 in Lowell, Massachusetts) war ein US-amerikanischer Politiker. Zwischen 1855 und 1859 vertrat er den Bundesstaat Massachusetts im US-Repräsentantenhaus.

## Werdegang
Chauncey Knapp besuchte die öffentlichen Schulen seiner Heimat. Danach absolvierte er eine Lehre im Druckerhandwerk. In den folgenden Jahren arbeitete er im Zeitungsgeschäft in Montpelier. Er war Miteigentümer und Herausgeber des State Journal. Außerdem wurde er politisch tätig. Zwischen 1836 und 1849 war er als Secretary of State geschäftsführender Beamter der Staatsregierung von Vermont. Knapp war ein entschiedener Gegner der Sklaverei. Politisch wurde er nacheinander Mitglied der Free Soil Party, der American Party und der 1854 gegründeten Republikanischen Partei. Er zog nach Lowell in Massachusetts, wo er ebenfalls in der Zeitungsbranche arbeitete. Im Jahr 1851 war er Sekretär beim Senat von Massachusetts.
Bei den Kongresswahlen des Jahres 1854 wurde Knapp im achten Wahlbezirk von Massachusetts in das US-Repräsentantenhaus in Washington, D.C. gewählt, wo er am 4. März 1855 die Nachfolge von Tappan Wentworth antrat. Nach einer Wiederwahl konnte er bis zum 3. März 1859 zwei Legislaturperioden im Kongress absolvieren. Diese waren von den Ereignissen im Vorfeld des Bürgerkrieges geprägt. Zwischen 1859 und 1882 gab Chauncey Knapp die Zeitung „Lowell Daily Citizen“ heraus. Er starb am 31. Mai 1898 in Lowell, wo er auch beigesetzt wurde.